# آکلیدینیوم برومید/فورموترول
آکلیدینیوم برومید/فورموترول (انگلیسی: Aclidinium bromide/formoterol) که با نام‌های تجاری Duaklir و Brimica فروخته می‌شود، یک داروی ترکیبی با دوز ثابت برای استنشاق است که در مدیریت بیماری انسدادی مزمن ریه (COPD) استفاده می‌شود. از آکلیدینیوم برومید، آنتاگونیست موسکارینی با اثر طولانی و فورموترول، آگونیست β2 طولانی اثر تشکیل شده است.